# Snowball of Doom
Snowball of Doom è il terzo album dal vivo del gruppo musicale statunitense Racer X, pubblicato nel 2001 dalla Shrapnel Records.

## Tracce
1. 17th Moon – 4:04 (Paul Gilbert, Jeff Martin, Scott Travis)
2. Into the Night – 3:49 (Gilbert, Martin)
3. Let the Spirit Fly – 4:02 (Gilbert, Martin, Travis, John Alderete)
4. Street Lethal – 4:02 (Gilbert, Martin)
5. Dead Man's Shoes – 4:07 (Gilbert, Martin, Travis, Alderete)
6. Scarified – 2:55 (Gilbert, Travis)
7. Get Away – 3:14 (Gilbert, Martin)
8. Snakebite – 4:31 (Gilbert, Martin, Travis)
9. Hammer Away – 3:54 (Gilbert, Martin)
10. Evil Joe – 3:56 (Gilbert, Martin, Travis, Alderete)
11. Phallic Tractor – 1:00 (Gilbert, Travis)
12. Fire of Rock – 4:45 (Gilbert)
13. O.H.B. – 4:58 (Gilbert, Martin, Travis, Alderete)
14. Godzilla (cover dei Blue Öyster Cult) – 7:29 (Donald Roeser)

## Formazione
- Jeff Martin – voce
- Paul Gilbert – chitarra
- John Alderete – basso
- Scott Travis – batteria